# Frontière entre Sainte-Lucie et le Venezuela
 (décembre 2023).
Si vous disposez d'ouvrages ou d'articles de référence ou si vous connaissez des sites web de qualité traitant du thème abordé ici, merci de compléter l'article en donnant les références utiles à sa vérifiabilité et en les liant à la section « Notes et références ».
La frontière entre Sainte-Lucie et le Venezuela est entièrement maritime et se situe en mer des Caraïbes. Elle est même plutôt hypothétique car ne pourrait mesurer que 5 kilomètres.

## Présentation
Le Vénézuela possède en effet le banc de Aves, dépendance fédérale vénézuélienne, et à ce titre revendique l'extension de son plateau continental en mer des Caraïbes. Le Venezuela n'est pas signataire de Convention des Nations unies sur le droit de la mer
Sainte-Lucie s'est accordé en 2017 avec Saint-Vincent-et-les-Grenadines pour fixer leur frontière avec une extrémité ouest (14° 03′ 21,1″ N, 62° 48′ 37,29″ O) qui est un quasi quadri-point avec le Venezuela et la Martinique ; la frontière entre la France et Sainte-Lucie signé en 1981 fixe son extrémité ouest au point de coordonnées 14° 04′ 50″ N, 62° 48′ 50″ O.
La zone économique exclusive forme ainsi une pointe de triangle sans que les différentes parties aient pu s'accorder.

## Carte des frontières maritimes dans les Caraïbes

Délimitations des frontières maritimes dans les États et territoires des Caraïbes.